# Céphalée chronique quotidienne
Pour les articles homonymes, voir CCQ.
Les céphalées chroniques quotidiennes (ou CCQ) sont des maux de tête (céphalées de tension ou migraines) initialement épisodiques qui se sont chronicisés. L'origine est difficile à identifier, comme l'arthrose cervicale. Les CCQ sont dans certains cas liées à un abus de médicaments anti-douleurs,.

## Diagnostic
On parle de céphalées chroniques quotidiennes lorsque le patient souffre de maux de tête au moins 4 heures par jour, plus de 15 jours par mois depuis au minimum 3 mois. La plupart des patients se plaignent en fait de céphalées quasi quotidiennes, évoluant le plus souvent depuis plusieurs années (en moyenne 6 ans).
La céphalée chronique quotidienne peut prendre plusieurs formes :
- Migraine chronique
- Céphalées de tension chroniques
- Fond céphalalgique permanent associé à des crises migraineuses.

## Épidémiologie
Il s'agit d'un problème majeur de santé publique, puisque l'on estime que 3 à 5 % de la population générale souffre de CCQ. En consultation spécialisée, 30 à 40 % des patients consultent pour des céphalées chroniques quotidiennes.

## Physiopathologie
Deux facteurs principaux sont à l'origine de la transformation de céphalées épisodiques en céphalées chroniques quotidiennes :
- L'utilisation abusive de traitements antalgiques et/ou d'antimigraineux de crise. On parle alors de céphalée par abus médicamenteux (CAM). Ce facteur est retrouvé dans 80 % des cas de CCQ mais il existe néanmoins 20 % de cas de CCQ sans abus d’antalgiques[4].
- Un facteur psychopathologique, notamment un évènement de vie à forte composante émotionnelle ou une comorbidité psychiatrique (anxiété, dépression).

### Céphalées par abus médicamenteux
Le mécanisme de l'abus médicamenteux est le suivant : le patient remarque que le traitement est d'autant plus efficace que celui-ci est pris tôt dans la crise. Il le prend donc de plus en plus souvent, parfois même en l’absence de douleur en espérant prévenir leur apparition. Cette surconsommation provoque une accoutumance qui rend le traitement moins efficace et cause l’apparition de céphalées permanentes.
Si tous les antalgiques peuvent être mis en cause, les opioïdes seraient à plus haut risque d’induire des CAM et les médicaments les plus souvent concernés sont cependant ceux qu’on trouve en vente libre, notamment le paracétamol.
L’IHS (International Headache Society) définit les céphalées par abus de médicaments selon les critères suivant :
- la prise médicamenteuse est régulière et dure depuis plus de 3 mois

- elle est présente :
  - plus de 15 jours par mois pour les antalgiques non opioïdes (paracétamol, aspirine, anti-inflammatoires non stéroïdiens - AINS),
  - plus de 10 jours par mois pour les autres traitements de crise (opioïdes, ergotés, triptans, spécialités antalgiques associant plusieurs principes actifs, par exemple un opioïde faible et du paracétamol).

## Traitement
La prise en charge de ce type de céphalées est complexe et relève d'avis spécialisés de neurologues ou de médecins spécialistes de la douleur (algologues).
En cas d’abus de médicament, le traitement consiste avant tout à arrêter la prise du médicament surconsommé. Cela nécessite un véritable sevrage, en milieu hospitalier ou ambulatoire. La durée d'hospitalisation est d'environ cinq à dix jours. Un suivi médical spécialisé et pluridisciplinaire est indispensable. Il est possible d'accompagner ce sevrage avec une prise d'antidépresseurs tricycliques, comme l'amitriptyline de 25 à 100 mg/j en IV ou per os, ou du valproate de sodium. Un suivi psychologique est à introduire pour lutter contre les comorbidités tels que l'anxiété, la dépression, un stress important...
Concernant la prise en charge des céphalées de rebonds, un traitement non médicamenteux doit être mis en place pour maintenir le sevrage.
Si la céphalée n'est pas supportable sans traitement, il est possible de réutiliser un autre antimigraineux, entraînant une prolongation de la période de sevrage.

## Prévention
Pour prévenir l’apparition d’une céphalée par abus médicamenteux, il est fortement recommandé de limiter la consommation de traitement de crise à moins de 8 jours par mois (soit 2 par semaine). Lorsqu’un patient souffrant de migraine est insuffisamment soulagé, l’optimisation du traitement de crise ou l’introduction d’un traitement de fond par un spécialiste permet de réduire la fréquence des migraines et ainsi contribuer à limiter la surconsommation de traitement de crise et le risque de chronicisation.